# Gesù tra i dottori
Gesù tra i dottori è un affresco (200x185 cm) di Giotto, databile al 1303-1305 circa e facente parte del ciclo della Cappella degli Scrovegni a Padova. È compresa nelle Storie di Gesù del registro centrale superiore, nella parete sinistra guardando verso l'altare.

## Descrizione e stile
La scena, in condizioni di conservazione mediocri, è ambientata all'interno del Tempio di Gerusalemme dove Gesù dodicenne viene smarrito dai genitori, che lo ritrovano a discutere di religione e filosofia coi dottori. Ambientato in un ambiente al chiuso, con navate coperte da volte a crociera, nicchie, soffitto a cassettoni e festoni vegetali, ha una prospettiva intuitiva sfasata verso destra, per assecondare lo sguardo dello spettatore. La scena si trova infatti nell'angolo della parete a sinistra, accanto al Giudizio universale della parete di fondo. 
Su un sedile il giovane Gesù, vestito di rosso, sta discutendo con dieci sapienti, raffigurati con la barba (come gli antichi filosofi) e avvolti in mantelli con cappucci. A sinistra Giuseppe e Maria accorrono. La Vergine distende le braccia dimostrando, con un gesto preso dalla quotidianità, la sua apprensione dovuta allo smarrimento del fanciullo. Anche Giuseppe solleva una mano, colto dallo stupore della situazione.
La spazialità dell'ambiente è ampia e monumentale, a differenza di quelle più contratte degli episodi precedenti.

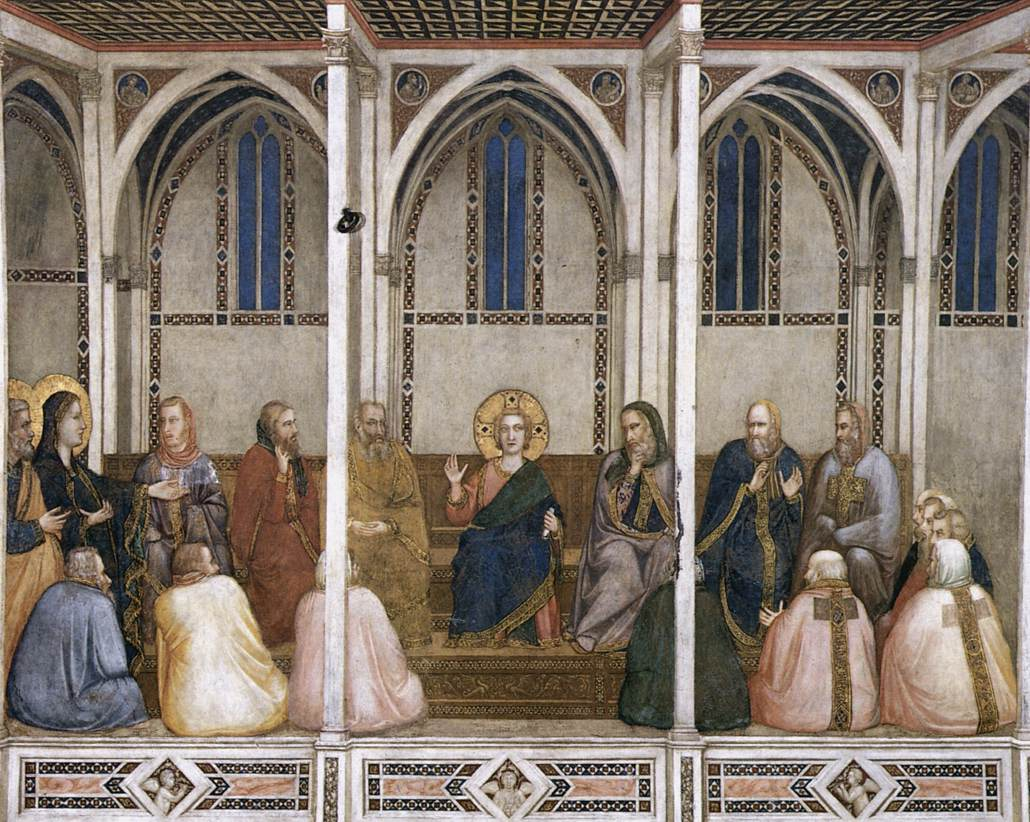
Cristo tra i dottori di Giotto e bottega nel transetto destro della basilica inferiore di Assisi